# Sista generationen

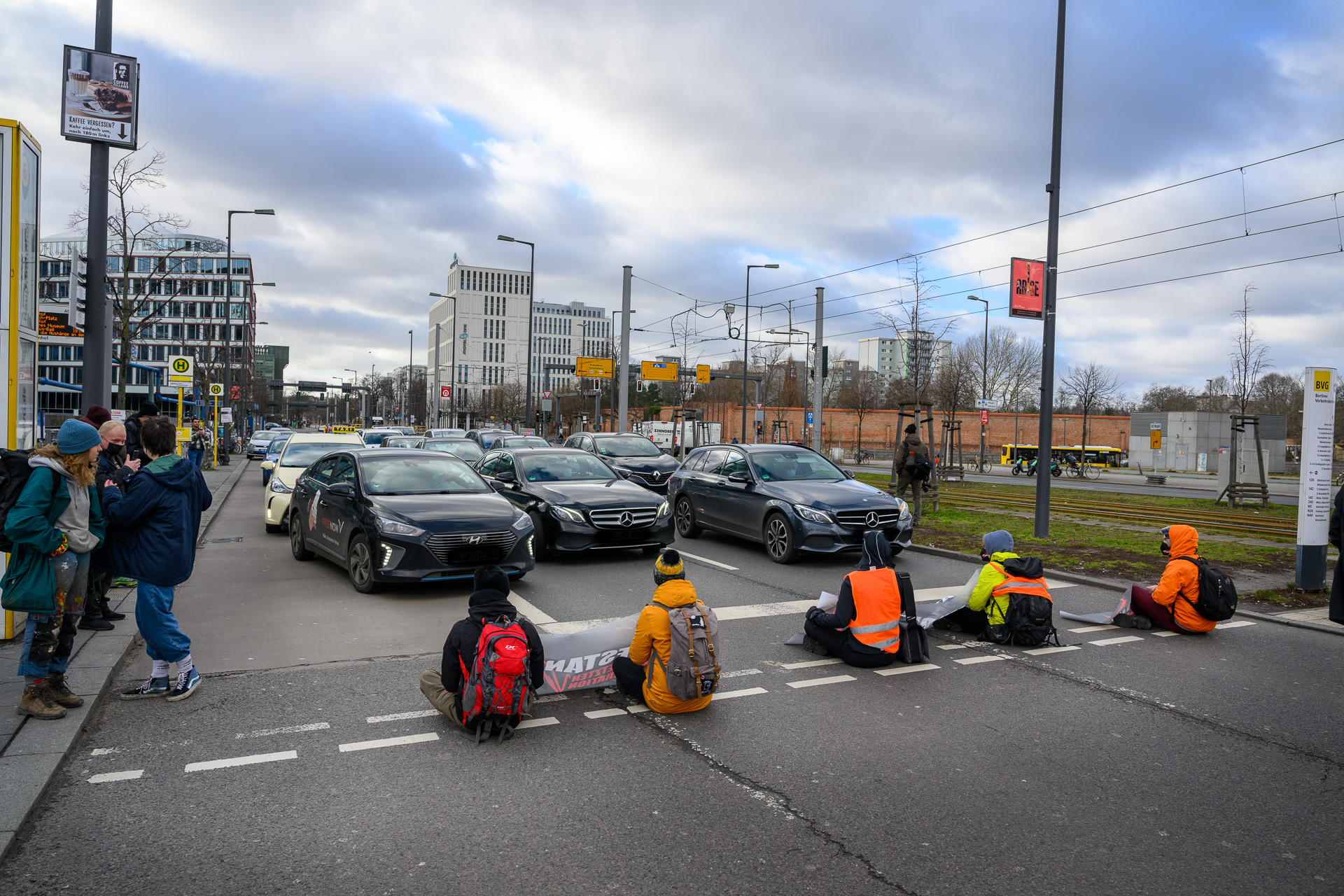
Vägblockad vid Berlins centralstation 2022.

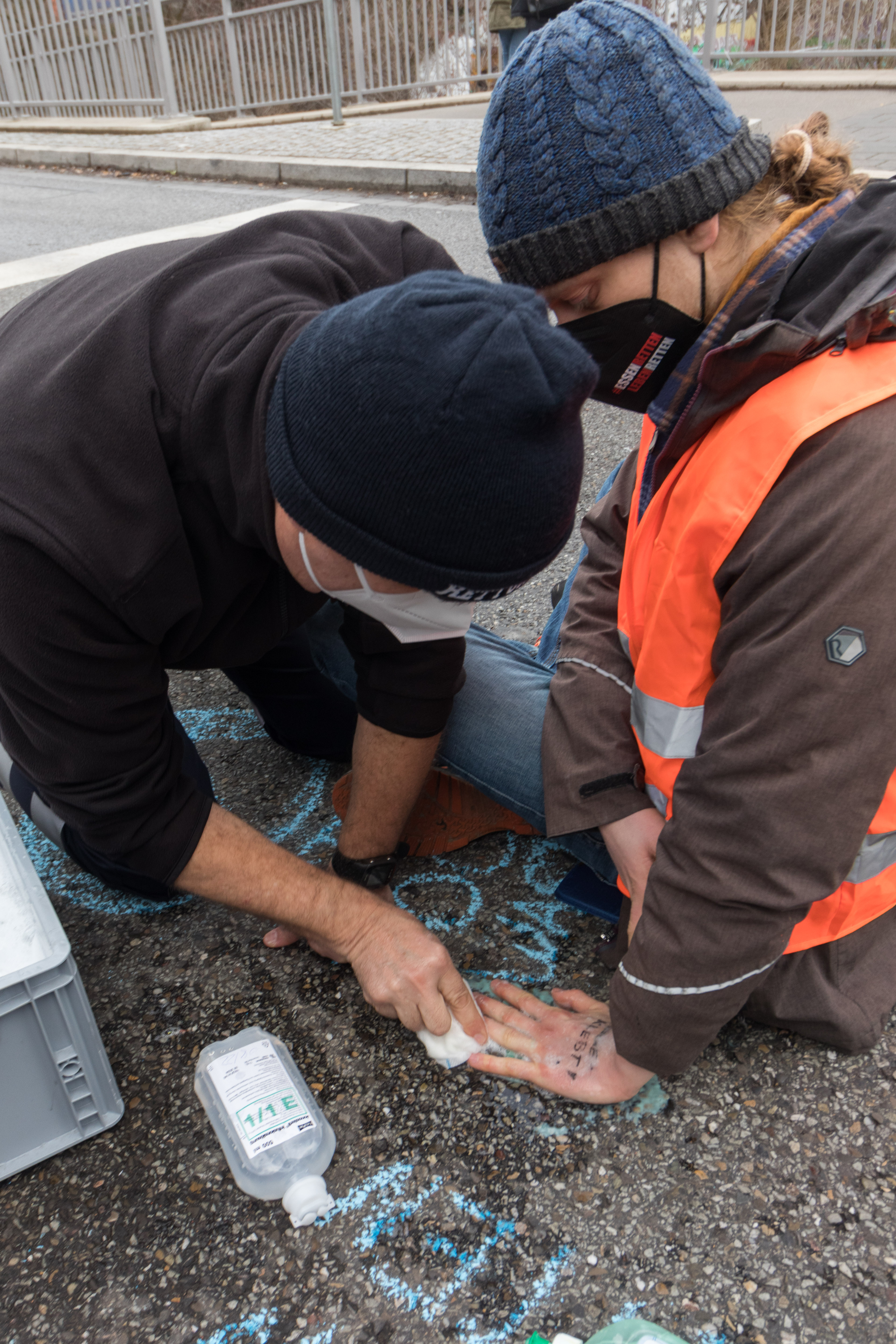
En akutläkare från Freiburg använder lösningsmedel för att ta bort handflatan på en aktivist från Sista generationen från asfalten. Aktivistens handrygg visar text om limmet (2022).

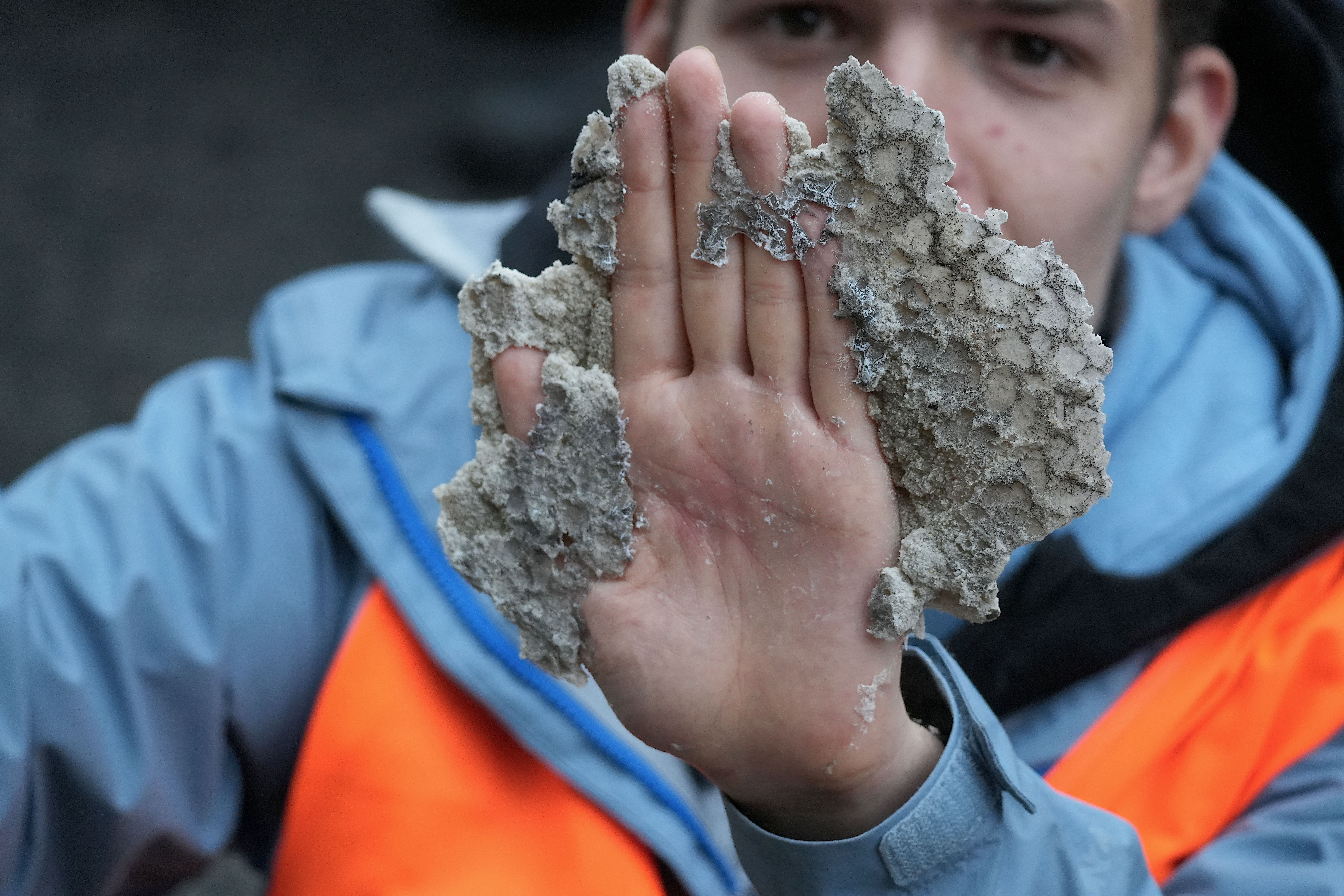
En ung Letzte Generation-aktivist med sin hand inbakad i cyanoakrylatlim och sand efter Berlinpolisen tagit bort den med acetonlösningsmedel (2023)

Sista generationen (tyska: Letzte Generation, italienska: Ultima Generazione) är en grupp miljöorganisationer som grundades 2021 och fokuserar på att bekämpa den globala uppvärmningen genom civil olydnad och ickevåldslig direkt aktion.
Organisationerna har blivit kända för sina spektakulära och ibland kontroversiella protestaktioner, såsom att blockera motorvägar och genomföra hungerstrejker, med syftet att dra uppmärksamhet till klimatkrisen och kräva politisk handling.
Namnet "Sista generationen" anspelar på övertygelsen att dagens människor kan vara den sista generationen som har en chans att agera innan tippningspunkter i jordens klimatsystem gör att den globala uppvärmningen får katastrofala konsekvenser.

## Verksamhet
Organisationerna beskriver sig själva som en "allians" och är aktiva i Tyskland, Österrike, Italien och Polen. De har iscensatt talrika vägblockader (276 stycken i Tyskland under 2022)  och använt färg för att vandalisera yachter, målningar, byggnader, restauranger och privata jetplan. Protesterna i Tyskland har främst varit inriktade på bilanvändning och trafikpolitik, medan de i Italien fokuserat på kulturen.
Från början av 2024 har de fokuserat mindre på vägtransporter, och mer på aktioner vid flygplatser, bland annat genom kampanjen "oil kills".